# Barão da Retorta
Barão da Retorta é um título nobiliárquico criado por D. Maria II de Portugal, por Decreto de 3 de Novembro de 1853, em favor de Domingos Miguel da Cunha Velho Sotomaior de Azevedo Melo Távora Albergaria e Castro.
Titulares
1. Domingos Miguel da Cunha Velho Sotomaior de Azevedo Melo Távora Albergaria e Castro, 1.° Barão da Retorta.